# George Hammond (diplomate)
George Hammond (1763-1853) est un diplomate britannique et l'un des premiers envoyés britanniques aux États-Unis de 1791 à 1795.

## Début de carrière
Hammond est venu du Yorkshire de l'Est, bénéficiant d'une éducation libérale et obtient un Master of Arts et Fellow de Merton College, Oxford. Au cours des pourparlers de paix entre les Treize Colonies des États-Unis d'Amérique et le Royaume de Grande-Bretagne qui aboutiront au traité de Paris en 1783, il est secrétaire de David Hartley (1732-1813). A Paris, il a également appris le français. Par la suite, Hammond est nommé chargé d'affaires à Vienne de 1788 à 1790, passant une partie de 1790 à Copenhague et s'est retrouvé en 1791 conseiller de légation à Madrid.

## Ambassadeur aux États-Unis
Malgré le fait que les Américains se plaignent de l'absence d'envoyé britannique depuis que le traité de paix a conclu la révolution américaine en 1783, la décision des Britanniques n'est en aucun cas simple. Les articles de la Confédération manquaient à la fois d'un siège fixe du gouvernement et d'un chef unique pour accréditer un envoyé, et peu de diplomates qualifiés souhaitaient le poste et son salaire annuel de 2500 £. David Hartley, lui-même approché pour le poste, recommande son ancien secrétaire Hammond à Charles Jenkinson, qui à son tour transmet le nom au nouveau ministre des Affaires étrangères William Grenville. Hammond est bientôt nommé, monte à bord d'un navire pour Philadelphie en septembre 1791 avec Edward Thornton, secrétaire de légation et arrive cinq semaines plus tard le 20 octobre. 
Hammond rencontre d'abord le secrétaire d'État de l'époque, Thomas Jefferson, mais attend pour se présenter officiellement au président George Washington qu'un ambassadeur américain en Angleterre soit désigné. Sa réception le 11 novembre 1791 établit officiellement les Relations entre les États-Unis et le Royaume-Uni. Bien que Hammond ait décrit sa situation comme "nouvelle, critique et plutôt embarrassante", il déclare également que "si j'acceptais un quart des invitations à des dîners et à des thés que je recevais, je devrais avoir peu de temps pour les affaires". 
Hammond a quatre enfants : William Andrew, George, Margaret, Edmund. Son fils Edmund rejoindra également le Foreign Office. 
Hammond quitte son poste le 14 août 1795, laissant le consul général à Philadelphie, Phineas Bond, en charge jusqu'à l'arrivée de Robert Liston en Amérique.

## Fin de carrière
Après son retour des États-Unis, Hammond est devenu sous-secrétaire au Foreign Office. À ce poste, il conseille et se lie d'amitié avec Grenville et rencontre George Canning ; Canning fonde le journal Anti-Jacobin en 1797, et Hammond en est co-éditeur. Hammond sera plus tard envoyé à un ou deux postes en Europe continentale et, dans les années 1810, il est nommé commissaire à l'arbitrage des indemnités révolutionnaires et, en tant que tel, passe de nombreuses années à Londres et à Paris. Hammond est décédé en 1853 à l'âge de 89 ou 90 ans.